# Quatrième circonscription de la Sarthe
La quatrième circonscription de la Sarthe est l'une des cinq circonscriptions législatives françaises que compte le département de la Sarthe (72) situé en région Pays de la Loire.

## Description géographique et démographique

### De 1958 à 1986
La quatrième circonscription de la Sarthe était composée de :
- canton de Brûlon
- canton de Loué
- canton du Mans-II
- canton de Sablé-sur-Sarthe
- canton de La Suze-sur-Sarthe

Source : Journal Officiel du 14-15 Octobre 1958.

### Depuis 1988
La quatrième circonscription de la Sarthe est délimitée par le découpage électoral de la loi n°86-1197 du 24 novembre 1986
, elle regroupe les divisions administratives suivantes :
- Canton d'Allonnes
- Canton de Brûlon
- Canton de Loué
- Canton de Malicorne-sur-Sarthe
- Canton du Mans-Ouest
- Canton de Sablé-sur-Sarthe
- Canton de La Suze-sur-Sarthe.

D'après le recensement de la population en 2012, réalisé par l'Institut national de la statistique et des études économiques (INSEE), la population totale de cette circonscription est estimée à 110 733 habitants.

## Historique des députations
| Législature | Début de mandat | Fin de mandat   | Député           | Parti politique | Observations |
| ----------- | --------------- | --------------- | ---------------- | --------------- | --- |
| IXe         | 23 juin 1988    | 1er avril 1993  | François Fillon  | RPR             | |
| Xe          | 2 avril 1993    | 2 mai 1993      | François Fillon  | RPR             | Remplacé à partir du 2 mai 1993 par Pierre Lefebvre (RPR) à la suite de sa nomination au gouvernement. Mandat écourté à la suite d'une dissolution parlementaire décidée par Jacques Chirac. |
| Xe          | 2 mai 1993      | 21 avril 1997   | Pierre Lefebvre  | RPR             | Remplacé à partir du 2 mai 1993 par Pierre Lefebvre (RPR) à la suite de sa nomination au gouvernement. Mandat écourté à la suite d'une dissolution parlementaire décidée par Jacques Chirac. |
| XIe         | 12 juin 1997    | 8 juin 2002     | François Fillon  | RPR             | Remplacé à partir du 8 juin 2002 par Pierre Lefebvre (RPR) à la suite de sa nomination au gouvernement.                                                                                      |
| XIe         | 8 juin 2002     | 18 juin 2002    | Pierre Lefebvre  | RPR             | Remplacé à partir du 8 juin 2002 par Pierre Lefebvre (RPR) à la suite de sa nomination au gouvernement.                                                                                      |
| XIIe        | 19 juin 2002    | 19 juillet 2002 | François Fillon, | UMP,            | Remplacé à partir du 19 juillet 2002 par Marc Joulaud (UMP) à la suite de sa nomination au gouvernement.                                                                                     |
| XIIe        | 19 juillet 2002 | 19 juin 2007    | Marc Joulaud,    | UMP,            | Remplacé à partir du 19 juillet 2002 par Marc Joulaud (UMP) à la suite de sa nomination au gouvernement.                                                                                     |
| XIIIe       | 20 juin 2007    | 20 juillet 2007 | François Fillon  | UMP             | Remplacé à partir du 20 juillet 2007 par Marc Joulaud (UMP) à la suite de sa nomination comme Premier ministre.                                                                              |
| XIIIe       | 20 juillet 2007 | 19 juin 2012    | Marc Joulaud     | UMP             | Remplacé à partir du 20 juillet 2007 par Marc Joulaud (UMP) à la suite de sa nomination comme Premier ministre.                                                                              |
| XIVe        | 20 juin 2012    | 22 juillet 2012 | Stéphane Le Foll | PS              | Remplacé à partir du 22 juillet 2012 par Sylvie Tolmont (PS) à la suite de sa nomination au gouvernement.                                                                                    |
| XIVe        | 22 juillet 2012 | 17 juin 2017    | Sylvie Tolmont   | PS              | Remplacé à partir du 22 juillet 2012 par Sylvie Tolmont (PS) à la suite de sa nomination au gouvernement.                                                                                    |
| XVe         | 21 juin 2017    | 12 juillet 2018 | Stéphane Le Foll | PS              | Remplacé à partir du 12 juillet 2018 par Sylvie Tolmont (PS) en raison de son nouveau mandat de maire du Mans.                                                                               |
| XVe         | 12 juillet 2018 | 21 juin 2022    | Sylvie Tolmont   | PS              | Remplacé à partir du 12 juillet 2018 par Sylvie Tolmont (PS) en raison de son nouveau mandat de maire du Mans.                                                                               |
| XVIe        | 22 juin 2022    | 9 juin 2024     | Élise Leboucher  | LFI             | Mandat écourté à la suite d'une dissolution parlementaire décidée par Emmanuel Macron. |
| XVIIe       | 8 juillet 2024  | En cours        | Élise Leboucher  | LFI             | |

## Historique des élections

### Élections de 1958
| Candidat              | Candidat           | Parti          | Premier tour | Premier tour | Second tour | Second tour |  |
| Candidat              | Candidat           | Parti          | Voix         | %            | Voix        | %           |  |
| --------------------- | ------------------ | -------------- | ------------ | ------------ | ----------- | ----------- |  |
|                       | Joël Le Theule élu | UNR            | 14 940       | 38,50        | 27 493      | 72,94       |  |
|                       | Jacques Maury      | MRP            | 10 155       | 26,17        | Retrait     | Retrait     |  |
|                       | Christian Pineau   | SFIO           | 5 626        | 14,50        | 4 857       | 12,88       |  |
|                       | Robert Jarry       | PCF            | 5 387        | 13,88        | 5 345       | 14,18       |  |
|                       | André Ladener      | Modérés        | 2 698        | 6,95         | Retrait     | Retrait     |  |
|                       |                    |                |              |              |             |             |  |
| Inscrits              | Inscrits           | Inscrits       | 52 083       | 100,00       | 52 052      | 100,00      |  |
| Abstentions           | Abstentions        | Abstentions    | 11 837       | 22,73        | 13 478      | 25,89       |  |
| Votants               | Votants            | Votants        | 40 246       | 77,27        | 38 574      | 74,11       |  |
| Blancs et nuls        | Blancs et nuls     | Blancs et nuls | 1 440        | 3,58         | 879         | 2,28        |  |
| Exprimés              | Exprimés           | Exprimés       | 38 806       | 96,42        | 37 695      | 97,72       |  |
| Source : Data.gouv.fr |                    |                |              |              |             |             |  |

Le suppléant de Joël Le Theule était le Docteur Jacques Reignier, chirurgien au Mans.

### Élections de 1962
|                       | Joël Le Theule sortant réélu | UNR-UDT        | 23 023 | 65,93  |  |  |  |
|                       | Robert Jarry                 | PCF            | 7 100  | 20,33  |  |  |  |
|                       | Ferdinand Legay              | SFIO           | 4 799  | 13,74  |  |  |  |
|                       |                              |                |        |        |  |  |  |
| Inscrits              | Inscrits                     | Inscrits       | 53 802 | 100,00 |  |  |  |
| Abstentions           | Abstentions                  | Abstentions    | 17 541 | 32,6   |  |  |  |
| Votants               | Votants                      | Votants        | 36 261 | 67,4   |  |  |  |
| Blancs et nuls        | Blancs et nuls               | Blancs et nuls | 1 339  | 3,69   |  |  |  |
| Exprimés              | Exprimés                     | Exprimés       | 34 922 | 96,31  |  |  |  |
| Source : Data.gouv.fr |                              |                |        |        |  |  |  |

Le suppléant de Joël Le Theule était le Dr Jacques Reignier.

### Élections de 1967
|                       | Joël Le Theule sortant réélu | UD-Ve          | 25 499 | 56,24  |  |  |  |
|                       | Robert Jarry                 | PCF            | 10 818 | 23,86  |  |  |  |
|                       | Marcel Fretier               | FGDS (CIR)     | 5 925  | 13,07  |  |  |  |
|                       | Fernand Bone                 | ARLP           | 3 101  | 6,84   |  |  |  |
|                       |                              |                |        |        |  |  |  |
| Inscrits              | Inscrits                     | Inscrits       | 54 452 | 100,00 |  |  |  |
| Abstentions           | Abstentions                  | Abstentions    | 7 973  | 14,64  |  |  |  |
| Votants               | Votants                      | Votants        | 46 479 | 85,36  |  |  |  |
| Blancs et nuls        | Blancs et nuls               | Blancs et nuls | 1 136  | 2,44   |  |  |  |
| Exprimés              | Exprimés                     | Exprimés       | 45 343 | 97,56  |  |  |  |
| Source : Data.gouv.fr |                              |                |        |        |  |  |  |

Le suppléant de Joël Le Theule était le Dr Jacques Reignier.

### Élections de 1968
|                       | Joël Le Theule sortant réélu | UDR (URP)      | 29 072 | 63,5   |  |  |  |
|                       | Pierre Combe                 | PCF            | 9 736  | 21,27  |  |  |  |
|                       | Émile Bourneuf               | FGDS (SFIO)    | 4 208  | 9,19   |  |  |  |
|                       | Camille Huau                 | PSU            | 2 766  | 6,04   |  |  |  |
|                       |                              |                |        |        |  |  |  |
| Inscrits              | Inscrits                     | Inscrits       | 56 892 | 100,00 |  |  |  |
| Abstentions           | Abstentions                  | Abstentions    | 10 138 | 17,82  |  |  |  |
| Votants               | Votants                      | Votants        | 46 754 | 82,18  |  |  |  |
| Blancs et nuls        | Blancs et nuls               | Blancs et nuls | 972    | 2,08   |  |  |  |
| Exprimés              | Exprimés                     | Exprimés       | 45 782 | 97,92  |  |  |  |
| Source : Data.gouv.fr |                              |                |        |        |  |  |  |

Le suppléant de Joël Le Theule était le Docteur René Pailler, ORL au Mans.
René Pailler a remplacé Joël Le Theule, nommé membre du gouvernement, du 13 août 1968 au 16 septembre 1969. René Pailler démissionna pour permettre à Joël Le Theule de retrouver son siège.

### Élection partielle du 19 octobre 1969
| | Joël Le Theule sortant réélu | UDR            | 20 431 | 64,26  |  |  |  |
| | Pierre Combe                 | PCF            | 8 124  | 25,56  |  |  |  |
| | Léon Beaulaton               | PS             | 2 005  | 6,31   |  |  |  |
| | Maurice Jacquier             | PSU            | 1 235  | 3,88   |  |  |  |
| |                              |                |        |        |  |  |  |
| Inscrits | Inscrits                     | Inscrits       | 57 955 | 100,00 |  |  |  |
| Abstentions | Abstentions                  | Abstentions    | 25 091 | 43,29  |  |  |  |
| Votants | Votants                      | Votants        | 32 864 | 56,71  |  |  |  |
| Blancs et nuls | Blancs et nuls               | Blancs et nuls | 1 069  | 3,25   |  |  |  |
| Exprimés | Exprimés                     | Exprimés       | 31 795 | 96,75  |  |  |  |
| Source : France, Ministère de l'intérieur. Les Elections législatives . Métropole., la Documentation française, 1974 (lire en ligne) |                              |                |        |        |  |  |  |

### Élections de 1973
|                       | Joël Le Theule sortant réélu | UDR (URP)      | 25 684 | 51,39  |  |  |  |
|                       | Pierre Combe                 | PCF            | 10 376 | 20,76  |  |  |  |
|                       | Marcel Ledeul                | PS (UGSD)      | 7 303  | 14,61  |  |  |  |
|                       | Jean-Paul Angevin            | CD (MR)        | 4 923  | 9,85   |  |  |  |
|                       | Monique Rouxel               | PSU            | 1 695  | 3,39   |  |  |  |
|                       |                              |                |        |        |  |  |  |
| Inscrits              | Inscrits                     | Inscrits       | 61 129 | 100,00 |  |  |  |
| Abstentions           | Abstentions                  | Abstentions    | 10 060 | 16,46  |  |  |  |
| Votants               | Votants                      | Votants        | 51 069 | 83,54  |  |  |  |
| Blancs et nuls        | Blancs et nuls               | Blancs et nuls | 1 088  | 2,13   |  |  |  |
| Exprimés              | Exprimés                     | Exprimés       | 49 981 | 97,87  |  |  |  |
| Source : Data.gouv.fr |                              |                |        |        |  |  |  |

Le suppléant de Joël Le Theule était le Dr René Pailler.

### Élections de 1978
|                       | Joël Le Theule sortant réélu | RPR            | 33 243 | 55,38  |  |  |  |
|                       | Yvon Luby                    | PCF            | 12 908 | 21,5   |  |  |  |
|                       | Jacques Jusforgues           | PS             | 11 096 | 18,49  |  |  |  |
|                       | Pascale Voyeux               | LO             | 1 044  | 1,74   |  |  |  |
|                       | Jean Davette                 | PSU (FA)       | 1 007  | 1,68   |  |  |  |
|                       | Gérard Kerforn               | LCR            | 727    | 1,21   |  |  |  |
|                       |                              |                |        |        |  |  |  |
| Inscrits              | Inscrits                     | Inscrits       | 71 323 | 100,00 |  |  |  |
| Abstentions           | Abstentions                  | Abstentions    | 10 121 | 14,19  |  |  |  |
| Votants               | Votants                      | Votants        | 61 202 | 85,81  |  |  |  |
| Blancs et nuls        | Blancs et nuls               | Blancs et nuls | 1 177  | 1,92   |  |  |  |
| Exprimés              | Exprimés                     | Exprimés       | 60 025 | 98,08  |  |  |  |
| Source : Data.gouv.fr |                              |                |        |        |  |  |  |

Le suppléant de Joël Le Theule était le Dr René Pailler.
René Pailler a remplacé Joël Le Theule, membre du gouvernement, du 6 mai 1978 au 14 décembre 1980, puis, après son décès le 14 décembre 1980, jusqu'à la fin de la législature le 22 mai 1981.

### Élections de 1981
|                | François Fillon élu    | RPR (UNM)      | 26 863 | 50,14  |  |  |  |
|                | Jacques Jusforgues     | PS             | 17 499 | 32,65  |  |  |  |
|                | Yvon Luby              | PCF            | 8 084  | 15,09  |  |  |  |
|                | François Garcia        | LO             | 612    | 1,14   |  |  |  |
|                | Roselyne Brossard      | PSU            | 528    | 0,99   |  |  |  |
|                | Marie-Thérèse Chausset | CCA            | 3      | 0,01   |  |  |  |
|                |                        |                |        |        |  |  |  |
| Inscrits       | Inscrits               | Inscrits       | 75 145 | 100,00 |  |  |  |
| Abstentions    | Abstentions            | Abstentions    | 20 928 | 27,85  |  |  |  |
| Votants        | Votants                | Votants        | 54 217 | 72,15  |  |  |  |
| Blancs et nuls | Blancs et nuls         | Blancs et nuls | 628    | 1,16   |  |  |  |
| Exprimés       | Exprimés               | Exprimés       | 53 589 | 98,84  |  |  |  |

Le suppléant de François Fillon était Christian Philip, Président de l'université du Maine.

### Élections de 1988
|                | François Fillon sortant réélu | RPR (URC)      | 23 752 | 51,94  |  |  |  |
|                | Jacques Jusforgues            | PS             | 13 906 | 30,41  |  |  |  |
|                | Yvon Luby                     | PCF            | 6 155  | 13,46  |  |  |  |
|                | Jean Renard                   | FN             | 1 662  | 3,63   |  |  |  |
|                | Marc Rampelberg               | POE            | 253    | 0,55   |  |  |  |
|                |                               |                |        |        |  |  |  |
| Inscrits       | Inscrits                      | Inscrits       | 67 448 | 100,00 |  |  |  |
| Abstentions    | Abstentions                   | Abstentions    | 20 895 | 30,98  |  |  |  |
| Votants        | Votants                       | Votants        | 46 553 | 69,02  |  |  |  |
| Blancs et nuls | Blancs et nuls                | Blancs et nuls | 825    | 1,77   |  |  |  |
| Exprimés       | Exprimés                      | Exprimés       | 45 728 | 98,23  |  |  |  |

Le suppléant de François Fillon était Pierre Lefebvre, médecin à Allonnes.

### Élections de 1993
|                | François Fillon sortant réélu | RPR (UPF)      | 27 527 | 58,59  |  |  |  |
|                | Géraud Guibert                | PS (ADFP)      | 5 586  | 11,89  |  |  |  |
|                | Yvon Luby                     | PCF            | 3 807  | 8,1    |  |  |  |
|                | Hubert Bigeard                | FN             | 2 966  | 6,31   |  |  |  |
|                | Didier Bourgy                 | Les Verts (EÉ) | 2 795  | 5,95   |  |  |  |
|                | Michel Bertin                 | SÉGA           | 1 825  | 3,88   |  |  |  |
|                | Valérie Jacquin               | LT-LNÉ         | 1 566  | 3,33   |  |  |  |
|                | Pierre Varenne                | LO             | 912    | 1,94   |  |  |  |
|                |                               |                |        |        |  |  |  |
| Inscrits       | Inscrits                      | Inscrits       | 69 667 | 100,00 |  |  |  |
| Abstentions    | Abstentions                   | Abstentions    | 20 034 | 28,76  |  |  |  |
| Votants        | Votants                       | Votants        | 49 633 | 71,24  |  |  |  |
| Blancs et nuls | Blancs et nuls                | Blancs et nuls | 2 649  | 5,34   |  |  |  |
| Exprimés       | Exprimés                      | Exprimés       | 46 984 | 94,66  |  |  |  |

Le suppléant de François Fillon était Pierre Lefebvre, médecin. Pierre Lefebvre remplaça François Fillon, nommé membre du gouvernement, du 2 mai 1993 au 21 avril 1997.

### Élections de 1997
| Candidat       | Candidat                      | Parti          | Premier tour | Premier tour | Second tour | Second tour |  |
| Candidat       | Candidat                      | Parti          | Voix         | %            | Voix        | %           |  |
| -------------- | ----------------------------- | -------------- | ------------ | ------------ | ----------- | ----------- |  |
|                | François Fillon sortant réélu | RPR            | 20 352       | 43,35        | 25 148      | 52,73       |  |
|                | Gérard Saudubray              | PS             | 10 529       | 22,42        | 22 540      | 47,27       |  |
|                | Yvon Luby                     | PCF            | 4 172        | 8,89         |             |             |  |
|                | Hubert Bigeard                | FN             | 4 023        | 8,57         |             |             |  |
|                | Loïc Trideau                  | Les Verts      | 2 197        | 4,68         |             |             |  |
|                | François Edom                 | SÉGA           | 1 889        | 4,02         |             |             |  |
|                | Christian de Montesson        | LDI (MPF)      | 1 539        | 3,28         |             |             |  |
|                | Hervé Morvan                  | LO             | 1 514        | 3,22         |             |             |  |
|                | Gérard Mauborgne              | MÉI            | 738          | 1,57         |             |             |  |
|                |                               |                |              |              |             |             |  |
| Inscrits       | Inscrits                      | Inscrits       | 70 210       | 100,00       | 70 192      | 100,00      |  |
| Abstentions    | Abstentions                   | Abstentions    | 20 512       | 29,22        | 20 146      | 28,7        |  |
| Votants        | Votants                       | Votants        | 49 698       | 70,78        | 50 046      | 71,3        |  |
| Blancs et nuls | Blancs et nuls                | Blancs et nuls | 2 745        | 5,52         | 2 358       | 4,71        |  |
| Exprimés       | Exprimés                      | Exprimés       | 46 953       | 94,48        | 47 688      | 95,29       |  |

Le suppléant de François Fillon était Pierre Lefebvre.

### Élections de 2002
|                | François Fillon sortant réélu | UMP            | 25 804 | 55,21  |  |  |  |
|                | Stéphane Le Foll              | PS             | 11 712 | 25,06  |  |  |  |
|                | Françoise Mauger              | FN             | 3 035  | 6,49   |  |  |  |
|                | Gilles Leproust               | PCF            | 1 948  | 4,17   |  |  |  |
|                | Dominique Niederkorn          | Les Verts      | 1 620  | 3,47   |  |  |  |
|                | François Edom                 | SÉGA           | 1 294  | 2,77   |  |  |  |
|                | Thierry Nouchy                | LO             | 712    | 1,52   |  |  |  |
|                | Claude Vignot                 | MNR            | 335    | 0,72   |  |  |  |
|                | Christophe Lemaitre           | GÉ             | 281    | 0,6    |  |  |  |
|                |                               |                |        |        |  |  |  |
| Inscrits       | Inscrits                      | Inscrits       | 73 858 | 100,00 |  |  |  |
| Abstentions    | Abstentions                   | Abstentions    | 26 209 | 35,49  |  |  |  |
| Votants        | Votants                       | Votants        | 47 649 | 64,51  |  |  |  |
| Blancs et nuls | Blancs et nuls                | Blancs et nuls | 908    | 1,91   |  |  |  |
| Exprimés       | Exprimés                      | Exprimés       | 46 741 | 98,09  |  |  |  |

Le suppléant de François Fillon était Marc Joulaud, conseiller municipal de Sablé-sur-Sarthe. Marc Joulaud remplaça François Fillon, nommé membre du gouvernement, du 19 juillet 2002 au 19 juin 2007.

### Élections de 2007
|                | François Fillon sortant réélu | UMP            | 25 949 | 53,4   |  |  |  |
|                | Stéphane Le Foll              | PS             | 14 592 | 30,03  |  |  |  |
|                | Jean-Pierre Bourrely          | UDF–MoDem      | 1 992  | 4,1    |  |  |  |
|                | Gilles Leproust               | PCF            | 1 989  | 4,09   |  |  |  |
|                | Catherine du Boisbaudry       | FN             | 1 163  | 2,39   |  |  |  |
|                | Dominique Niederkorn          | Les Verts      | 1 044  | 2,15   |  |  |  |
|                | Thierry Nouchy                | LO             | 506    | 1,04   |  |  |  |
|                | Christophe Lemaitre           | GÉ             | 449    | 0,92   |  |  |  |
|                | Joël Esnault                  | CPNT           | 373    | 0,77   |  |  |  |
|                | Maria Loire                   | Divers         | 259    | 0,53   |  |  |  |
|                | Jeannette Delory              | MNR            | 146    | 0,3    |  |  |  |
|                | Christian Papin               | Divers         | 132    | 0,27   |  |  |  |
|                |                               |                |        |        |  |  |  |
| Inscrits       | Inscrits                      | Inscrits       | 78 009 | 100,00 |  |  |  |
| Abstentions    | Abstentions                   | Abstentions    | 28 451 | 36,47  |  |  |  |
| Votants        | Votants                       | Votants        | 49 558 | 63,53  |  |  |  |
| Blancs et nuls | Blancs et nuls                | Blancs et nuls | 964    | 1,95   |  |  |  |
| Exprimés       | Exprimés                      | Exprimés       | 48 594 | 98,05  |  |  |  |

### Élections de 2012
| Candidat       | Candidat                | Parti          | Premier tour | Premier tour | Second tour | Second tour |  |
| Candidat       | Candidat                | Parti          | Voix         | %            | Voix        | %           |  |
| -------------- | ----------------------- | -------------- | ------------ | ------------ | ----------- | ----------- |  |
|                | Stéphane Le Foll élu    | PS             | 21 415       | 46,01        | 26 019      | 59,45       |  |
|                | Marc Joulaud sortant    | UMP            | 14 741       | 31,67        | 17 749      | 40,55       |  |
|                | Henri Delaune           | RBM (FN)       | 5 478        | 11,77        |             |             |  |
|                | Chantal Hersemeule      | FG (PG) (PCF)  | 2 100        | 4,51         |             |             |  |
|                | Isabelle Sévère         | EÉLV           | 1 314        | 2,82         |             |             |  |
|                | Cécile Guillocher       | CpF (MoDem)    | 720          | 1,55         |             |             |  |
|                | Michèle Rabard-Jezequel | DLR            | 330          | 0,71         |             |             |  |
|                | Thierry Nouchy          | LO             | 260          | 0,56         |             |             |  |
|                | Antoine Chauvel         | NPA            | 190          | 0,41         |             |             |  |
|                |                         |                |              |              |             |             |  |
| Inscrits       | Inscrits                | Inscrits       | 78 913       | 100,00       | 78 907      | 100,00      |  |
| Abstentions    | Abstentions             | Abstentions    | 31 421       | 39,82        | 33 726      | 42,74       |  |
| Votants        | Votants                 | Votants        | 47 492       | 60,18        | 45 181      | 57,26       |  |
| Blancs et nuls | Blancs et nuls          | Blancs et nuls | 944          | 1,99         | 1 413       | 3,13        |  |
| Exprimés       | Exprimés                | Exprimés       | 46 548       | 98,01        | 43 768      | 96,87       |  |

### Élections de 2017
|                                                                            |                                                                         |                           |                           |                          |                          |
|                                                                            |                                                                         | Premier tour 11 juin 2017 | Premier tour 11 juin 2017 | Second tour 18 juin 2017 | Second tour 18 juin 2017 |
|                                                                            |                                                                         |                           |                           |                          |                          |
|                                                                            |                                                                         | Nombre                    | % des inscrits            | Nombre                   | % des inscrits           |
| Inscrits                                                                   | Inscrits                                                                | 79 634                    | 100,00                    | 79 626                   | 100,00                   |
| Abstentions                                                                | Abstentions                                                             | 41 835                    | 52,53                     | 47 467                   | 59,61                    |
| Votants                                                                    | Votants                                                                 | 37 799                    | 47,47                     | 32 159                   | 40,39                    |
|                                                                            |                                                                         |                           | % des votants             |                          | % des votants            |
| Bulletins blancs                                                           | Bulletins blancs                                                        | 1 317                     | 3,48                      | 2 082                    | 6,47                     |
| Bulletins nuls                                                             | Bulletins nuls                                                          | 345                       | 0,91                      | 725                      | 2,25                     |
| Suffrages exprimés                                                         | Suffrages exprimés                                                      | 36 137                    | 95,60                     | 29 352                   | 91,27                    |
|                                                                            |                                                                         |                           |                           |                          |                          |
| Candidat Étiquette politique (partis et alliances)                         | Candidat Étiquette politique (partis et alliances)                      | Voix                      | % des exprimés            | Voix                     | % des exprimés           |
|                                                                            |                                                                         |                           |                           |                          |                          |
|                                                                            | Stéphane Le Foll Parti socialiste                                       | 10 954                    | 30,31                     | 16 117                   | 54,91                    |
|                                                                            | Emmanuel Franco Les Républicains (Union des démocrates et indépendants) | 8 005                     | 22,15                     | 13 235                   | 45,09                    |
|                                                                            | Catherine Trahtenbroit Front national                                   | 4 682                     | 12,96                     |                          |                          |
|                                                                            | Pascale Fromentière La France insoumise                                 | 4 127                     | 11,42                     |                          |                          |
|                                                                            | Alexis Braud Europe Écologie Les Verts                                  | 1 844                     | 5,10                      |                          |                          |
|                                                                            | Emmanuel d'Aillières Divers droite (577-Les Indépendants)               | 1 820                     | 5,04                      |                          |                          |
|                                                                            | Didier Barbet Divers                                                    | 1 506                     | 4,17                      |                          |                          |
|                                                                            | Youssef Ben Amar Parti communiste français                              | 989                       | 2,74                      |                          |                          |
|                                                                            | Isabelle Camarroque Debout la France                                    | 614                       | 1,70                      |                          |                          |
|                                                                            | Hélène Rochefort Extrême droite (Souveraineté, identité et libertés)    | 401                       | 1,11                      |                          |                          |
|                                                                            | Thierry Nouchy Lutte ouvrière                                           | 340                       | 0,94                      |                          |                          |
|                                                                            | Nicolas Bessau Divers (Parti pirate)                                    | 293                       | 0,81                      |                          |                          |
|                                                                            | Éric Lemesre Divers (Union populaire républicaine)                      | 252                       | 0,70                      |                          |                          |
|                                                                            | Claudine Furet Paquin Divers droite                                     | 207                       | 0,57                      |                          |                          |
|                                                                            | Jean Posson Divers droite                                               | 103                       | 0,29                      |                          |                          |
| Source : Ministère de l'Intérieur - Quatrième circonscription de la Sarthe |                                                                         |                           |                           |                          |                          |

### Élections de 2022
Député sortant : Sylvie Tolmont (Parti socialiste)
| Candidat                 | Candidat                 | Parti et coalition       | Nuance                   | Premier tour | Premier tour | Second tour | Second tour |
| Candidat                 | Candidat                 | Parti et coalition       | Nuance                   | Voix         | %            | Voix        | %           |
| ------------------------ | ------------------------ | ------------------------ | ------------------------ | ------------ | ------------ | ----------- | ----------- |
|                          | Élise Leboucher          | LFI (NUPES)              | NUP                      | 7 878        | 21,87        | 14 891      | 50,15       |
|                          | Raymond de Malherbe      | RN                       | RN                       | 7 673        | 21,30        | 14 804      | 49,85       |
|                          | Joachim Le Floch-Imad    | RR (ENS)                 | ENS                      | 6 876        | 19,09        |             |             |
|                          | Sylvie Tolmont,          | PS diss.                 | DVG                      | 5 574        | 15,47        |             |             |
|                          | Emmanuel Franco          | LR (UDC)                 | LR                       | 4 261        | 11,83        |             |             |
|                          | Didier Barbet            | SE                       | DIV                      | 1 232        | 3,42         |             |             |
|                          | Sébastien Buard          | REC                      | REC                      | 1 196        | 3,32         |             |             |
|                          | Stéphane Boulay,         | DLF (UPF)                | DSV                      | 489          | 1,36         |             |             |
|                          | David Dalibert           | PA                       | ECO                      | 430          | 1,19         |             |             |
|                          | Thierry Nouchy           | LO                       | DXG                      | 412          | 1,14         |             |             |
|                          |                          |                          |                          |              |              |             |             |
| Votes valides            | Votes valides            | Votes valides            | Votes valides            | 36 021       | 97,41        | 29 695      | 82,65       |
| Votes blancs             | Votes blancs             | Votes blancs             | Votes blancs             | 746          | 2,02         | 5 119       | 14,25       |
| Votes nuls               | Votes nuls               | Votes nuls               | Votes nuls               | 212          | 0,57         | 1 115       | 3,10        |
| Total                    | Total                    | Total                    | Total                    | 36 979       | 100          | 35 929      | 100         |
| Abstention               | Abstention               | Abstention               | Abstention               | 43 915       | 54,29        | 44 964      | 55,58       |
| Inscrits / participation | Inscrits / participation | Inscrits / participation | Inscrits / participation | 80 894       | 45,71        | 80 893      | 44,42       |

### Élections de 2024
- Députée sortante : Élise Leboucher (LFI)

| Candidat                 | Candidat                 | Parti et coalition       | Nuance                   | Premier tour | Premier tour | Second tour | Second tour |
| Candidat                 | Candidat                 | Parti et coalition       | Nuance                   | Voix         | %            | Voix        | %           |
| ------------------------ | ------------------------ | ------------------------ | ------------------------ | ------------ | ------------ | ----------- | ----------- |
|                          | Marie-Caroline Le Pen    | RN                       | RN                       | 20 584       | 39,26        | 23 911      | 49,77       |
|                          | Élise Leboucher          | LFI (NFP)                | UG                       | 13 600       | 25,94        | 24 136      | 50,23       |
|                          | Sylvie Casenave-Péré     | RE (ENS)                 | ENS                      | 13 565       | 25,88        | Retrait     | Retrait     |
|                          | Léo Brisard              | LR                       | LR                       | 2 316        | 4,42         |             |             |
|                          | Didier Barbet            | SE                       | DVD                      | 1 546        | 2,95         |             |             |
|                          | Thierry Nouchy           | LO                       | EXG                      | 596          | 1,14         |             |             |
|                          | Jean-Michel Brugade      | SE                       | REG                      | 217          | 0,41         |             |             |
|                          |                          |                          |                          |              |              |             |             |
| Suffrages exprimés       | Suffrages exprimés       | Suffrages exprimés       | Suffrages exprimés       | 52 424       | 96,83        | 48 047      | 89,13       |
| Votes blancs             | Votes blancs             | Votes blancs             | Votes blancs             | 1 247        | 2,30         | 4 705       | 8,73        |
| Votes nuls               | Votes nuls               | Votes nuls               | Votes nuls               | 472          | 0,87         | 1 155       | 2,14        |
| Total                    | Total                    | Total                    | Total                    | 54 143       | 100          | 53 907      | 100         |
| Abstention               | Abstention               | Abstention               | Abstention               | 27 296       | 33,52        | 27 554      | 33,82       |
| Inscrits / participation | Inscrits / participation | Inscrits / participation | Inscrits / participation | 81 439       | 66,48        | 81 461      | 66,18       |